# 서울에서 마지막 탱고 2
"서울에서 마지막 탱고 2"(Last Tango In Seoul 2)는 한국에서 제작된 박용준 감독의 1992년 드라마, 멜로/로맨스 영화이다. 유명길 등이 주연으로 출연하였고 김정조 등이 제작에 참여하였다.

## 출연

### 주연
- 유명길
- 신영민

## 기타
- 조명: 전명천
- 녹음: 손인호